# Caroline Röhr
Caroline Röhr (geboren 1962 in Kelkheim (Taunus)) ist eine deutsche Chemikerin. Sie ist Professorin für Festkörperchemie an der Albert-Ludwigs-Universität Freiburg.

## Werdegang
Röhr studierte Chemie an der Technischen Universität Darmstadt und schloss mit einem Diplom in Chemischer Technologie zum Thema Zeolith-Katalysatoren ab. Sie promovierte dann in anorganischer Chemie bei Rüdiger Kniep zum Thema „Strukturchemie intermetallischer Phasen“. Danach war sie für ein Jahr Postdoc bei Hans-Beat Bürgi an der Universität Bern. Sie habilitierte sich im Dezember 1996 und beschäftigte sich dabei mit der Kristallchemie metallreicher Oxide. Heute ist sie Professorin für Festkörperchemie an der Albert-Ludwigs-Universität Freiburg.

## Preise und Auszeichnungen
Sie erhielt 2004 den Landeslehrpreis des Bundeslandes Baden-Württemberg.